# يوكوهاشي (فوكوكا)
مدينة يوكوهاشي (بالإنجليزية: Yukuhashi)‏ هي أحد المدن التابعة لمحافظة فوكوكا. تأسست رسميًا في 10/10/1954. ويقدر عدد سكانها بـ 70064 نسمة حسب تقدير مكتب الإحصاء الياباني لعام 2012. تبلغ مساحة يوكوهاشي 69.83 كم2. بكثافة سكانية تبلغ 1003 نسمة/كم2.

## أعلام
- تاتسواكي إيغوسا